# Verkeerstuin

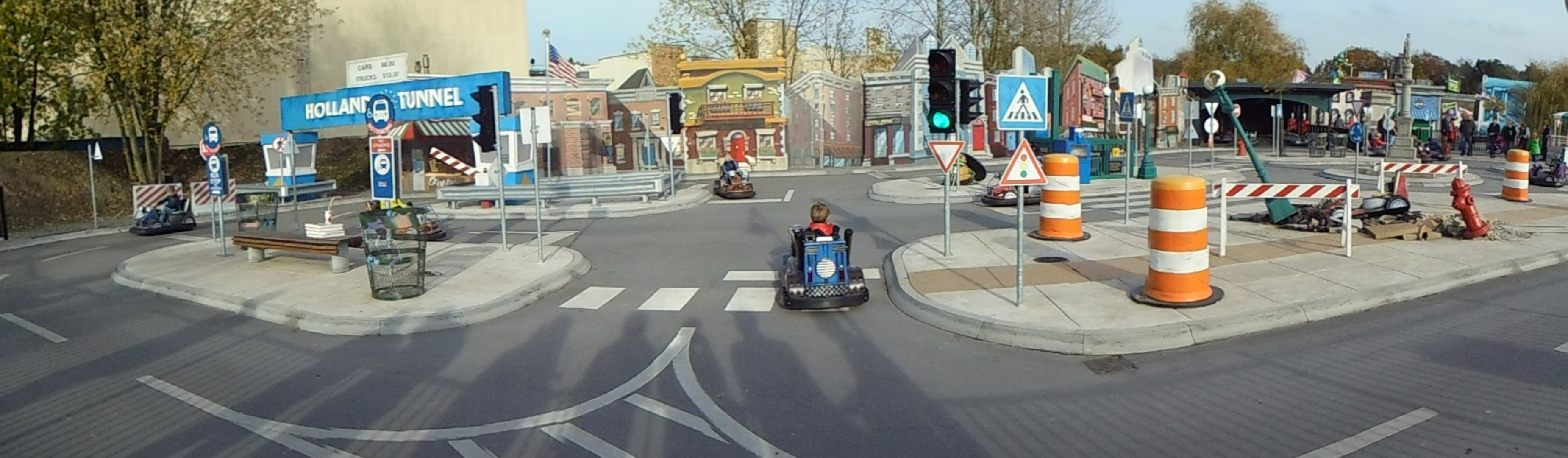
Teenage Mutant Ninja Turtles: License to Drive

Een verkeerstuin of verkeerspark is een gebied waarin kinderen uit het basisonderwijs in een gecontroleerde omgeving actief kennismaken met diverse verkeerssituaties. 
Verkeerstuinen in Nederland:
- Verkeerstuin (Den Haag), eerste verkeerstuin van West-Europa
- Verkeerspark Assen, gesloten in Assen in 2014, heropend in attractiepark Duinen Zathe in Appelscha in 2017
- Verkeerstuin (Utrecht)

Daarnaast zijn er (andere) verkeerstuinen te vinden in attractieparken.
Voorbeelden hiervan zijn:
- Het K3-Verkeerspark, Plopsa Indoor Hasselt
- Teenage Mutant Ninja Turtles: License to Drive, Movie Park Germany
- Driving School, Alton Towers
- Verkeerspark, Plopsaland De Panne